# Mahenes
Mahenes is een kevergeslacht uit de familie van de boktorren (Cerambycidae). De wetenschappelijke naam van het geslacht werd voor het eerst geldig gepubliceerd in 1922 door Aurivillius.

## Soorten
Mahenes omvat de volgende soorten:
- Mahenes demelti Breuning, 1980
- Mahenes multifasciatus Vives, 2007
- Mahenes semifasciata Aurivillius, 1922